# うわごと
『うわごと』（ドイツ語: Delirien）作品212は、ヨーゼフ・シュトラウスが作曲したウィンナ・ワルツ。作曲者の代表作のひとつとして知られる。

## 楽曲解説
1866年、普墺戦争でプロイセン王国に大敗を喫したため、翌1867年のオーストリア帝国における謝肉祭は盛り上がりに欠けていた。そうした世相のもとで1月22日に医学舞踏会が催されることになり、主催者は「うわごと」という題名を作曲者に授けた。これに対してヨーゼフは、憂鬱な序奏から始まるこのワルツで主催者の挑戦に応えたのである。
同時期にワルツ『美しく青きドナウ』を発表したヨーゼフの兄ヨハン・シュトラウス2世は、この『うわごと』を聴いたとき、次のように言ったという。
| 「 | ペピ（ヨーゼフ）のほうが才能がある。私はただ人気があるだけだ。 | 」 |

「指揮界の帝王」と評されたヘルベルト・フォン・カラヤンはこのワルツが大変なお気に入りであったらしく、ベルリン・フィルハーモニー管弦楽団などと共にスタジオで5回、ライブで3回（うち2回は映像、下記ニューイヤーコンサートも含まれる）もの録音を行っており、これは彼のウィンナワルツとしては「皇帝円舞曲」に並び「美しく青きドナウ」を上回る数字である（他に「ジプシー男爵」序曲が10回、「こうもり」が序曲8回、全曲3回の録音がある）。ウィーンフィルとの唯一の来日となった1959年公演でも取り上げているほか、1987年、カラヤンは生涯で唯一となるウィーンフィル・ニューイヤーコンサートへの出演を果たしたが、ここでもプログラム上にこのワルツが取り上げられている。

## 構成
演奏時間はおよそ8分30秒。序奏、変化に富んだ4つの小ワルツ、コーダからなる。ウィーン情緒に加えて、全体的にどこかミステリアスな雰囲気を帯びたものになっている。
序奏
導入部は27小節からなる。トレモロによって不穏な雰囲気が醸し出される。保柳健はこの出だしについて「一瞬これでワルツになるのだろうかと不安にさえなる」と評している。序奏の後、少しずつ3拍子のリズムが現れ、一挙に軽やかなワルツに変わる。主部となる4つの小ワルツでは夢のもつれが絶妙に描かれている。
第1ワルツ
第3ワルツ